# Monte Leinster
Monte Leinster (in gaelico Stua Laighean) è un monte situato al confine tra le contee di Wexford e Carlow, Repubblica d'Irlanda. Fa parte della catena Blackstairs, di cui è la cima più elevata ed è il quinto monte più alto della provincia del Leinster, dopo il Lugnaquilla (925 m), il Mullaghcleevaun (849 m), Tonelagee (817m) e Cloghernagh (800 m).

## Trasmissioni radio
Sulla cima del monte si trova un ripetitore di 122 m di altezza che trasmette le onde delle seguenti radio.
| Frequenza | kW  | Servizio                 |
| --------- | --- | ------------------------ |
| 89.6 MHz  | 160 | RTÉ Radio 1              |
| 91.8 MHz  | 160 | RTÉ 2FM                  |
| 94.0 MHz  | 160 | RTÉ Raidió na Gaeltachta |
| 95.6 MHz  | 4   | South East Radio         |
| 99.2 MHz  | 100 | RTÉ Lyric FM             |
| 101.4 MHz | 100 | Today FM                 |
| 102.0 MHz | 6   | Beat 102-103             |
| 107.2 MHz | 8   | Newstalk                 |

## Sport

### Ciclismo
Il monte Leinster è stato utilizzato in tappe del Tour of Ireland. Può essere scalato dal versante di Borris, nella contea di Carlow, o da quello di Bunclody, nella contea di Wexford. Nel primo caso la salita è lunga 11 km con pendenza media del 6,9%, con punte del 16%. Nel secondo caso la salita è più lunga (13 km) ma ha una pendenza media più ridotta (5,9%) con punte al 16,3% nell'ultimo chilometro.

### Deltaplano
Il punto in cui si trova il trasmettitore è molto apprezzato dagli appassionati di deltaplano. Nel 2003 però un amatore morì per le ferite riportato in seguito ad un atterraggio sbagliato. In suo onore c'è una targa commemorativa sulla cima della montagna.